# Карлос Ітурральде Баллівіан
Карлос Ітурральде Баллівіан (ісп. Carlos Iturralde Ballivian) (25 квітня 1941, Ла-Пас, Болівія) — болівійський політик та дипломат. Міністр закордонних справ Болівії (1989—1992). За його каденції Болівія стала сьомою країною, що визнала незалежність України 5 грудня 1991 року. Президент Конфедерації приватних підприємців Болівії (1986-1989). Був послом Болівії в Малайзії та Індонезії. Був Послом Болівії у Вашингтон, США (1978). Голова Ради лідерства SDSN-Болівія.

## Сім'я
- Дружина — Марія Елена Коста де Ітурральде
- Діти — Моніка, Родріго, Маріанна, Марія